# 田中繭子
田中 繭子（たなか まゆこ、12月15日 - ）は、日本の舞台女優、声優。東京都出身。血液型はO型。身長162cm。
ぐるーぷ・インパクト（北沢セクション）、劇団すごろく所属。

## 出演作品

### テレビアニメ
2008年
- あたしンち（店員、アナウンス、福引係B、ポリバケツ、主婦B、係A、店員B、女子高生B）
- 忍たま乱太郎（くノ一、娘）※第16期

2009年
- あたしンち（女子B、生徒B、店員E）

### OVA
- アンパンマンとはじめよう! アンパンマンエクササイズ（子供A）

### 劇場版アニメ
2011年
- 豆富小僧

### ゲーム
- 絶体絶命都市4 -Summer Memories-　※発売中止

2005年
- 必殺裏稼業

2006年
- 絶体絶命都市2 -凍てついた記憶たち-（成瀬沙耶）
- パチパラ13 〜スーパー海とパチプロ風雲録〜（佐々木美穂）

2007年
- パチパラ14 〜風と雲とスーパー海IN沖縄〜（梶美里）

2008年
- ポンコツ浪漫大活劇バンピートロット ビーグルバトルトーナメント（Shop staff）

2009年
- 絶体絶命都市3 -壊れゆく街と彼女の歌-
- なりそこない英雄譚〜太陽と月の物語〜（サヴァラン）

2010年
- 加奈 〜いもうと〜（サブキャラクター）※PSP

### 舞台
- 劇団すごろく
  - 「陽炎・稲妻・水の月」 -　みはる 役
  - 「ノスタルジック・カフェ〜1971年あの時君は〜」 -　悦子 役
  - 「平屋騒乱記2〜那須湯煙の里慕情地獄極楽変〜」 -　菊乃 役
  - 「星合の空」 -　たえ 役
  - 「蝮の長兵衛」 -　おこう 役
  - 「賽の目しだい!!」 -　雲雀 役
  - 「カネノナルトキ」 -　お篠 役
  - 「アロハ色のヒーロー」 -　戸塚のぶこ 役
  - 「愛しゃれ指南!!!」 -　お梅 役
  - 「パラダイスより愛をこめて」 -　オツカレ 役